# Herb Kraju Permskiego

Herb Kraju Permskiego.

Herb Kraju Permskiego (ros: Герб Пермского края) – jest oficjalnym symbolem rosyjskiego Kraju Permskiego, przyjętym w obecnej formie 28 grudnia 1995 roku (za czasów istnienia obwodu permskiego).

## Opis i symbolika
Na francuskiej tarczy herbowej o jednolitym czerwonym polu srebrny niedźwiedź. Zwrócony w heraldyczną prawą stronę (lewą z punktu widzenia obserwatora), jedna z jego łap wyciągnięta, co wskazywać ma na ruch zwierzęcia. Jego pazury, uszy i oczy barwy czarnej. Na swym grzbiecie niesie księgę Ewangelii w barwie złotej, ozdobioną prawosławnym krzyżem umieszczonym na okładce. Stronice księgi w barwie srebrnej, jej inne elementy w różnych odcieniach złota. Na księdze umieszczona wariacja krzyża w formie maltańskiej. Całość wieńczy zamknięta korona w barwach złota, srebra i czerwieni, ze złotym krzyżem na jej szczycie. Wieńczy ją także dwanaście srebrnych kolistych kamieni szlachetnych, sześć po każdej ze stron
Herb jest kopią znaku heraldycznego będącego oficjalnym symbolem obwodu permskiego. Ten natomiast był kopią herbu miasta Perm, które było stolicą obwodu (a obecnie jest stolicą Kraju Permskiego). Jedyne różnice polegają na dodaniu korony herbowej i zastosowaniu delikatnie zmienionych odcieni barw oraz na umieszczeniu krzyża bezpośrednio na księdze. Niedźwiedź jest symbolem związanym z wierzeniami Komi-Permiaków, którzy traktowali go jako swoje bóstwo opiekuńcze. Pojawia się on w lokalnych mitach i podaniach i symbolizuje tutaj siłę, gotowość do obrony i piękno przyrody. Ewangelia to hołd złożony chrześcijaństwu jako elementowi, który przyniósł na te ziemie edukację, kulturę i cywilizację. Jest także podkreśleniem zasług prawosławia w rozwoju regionu. To samo znaczenie ma użyty w herbie krzyż, który jest także nawiązaniem do życiodajnego słońca. Czerwień użyta w herbie podkreśla znaczenie regionu jako ważnego podmiotu Federacji Rosyjskiej.

## Historia
Heraldyczne wyobrażenia związane z niedźwiedziem pojawiają się na tych ziemiach już w 1626 roku za panowania cara Michała I Romanowa, a następnie w 1672 roku za rządów cara Aleksego I Romanowa. W 1730 roku wyobrażenie niedźwiedzia z księgą Ewangelii trafia na sztandary regimentu permskiego. W 1783 roku herb pod tą postacią zostaje nadany miastu Perm przez cesarzową Katarzynę II. Od końca XVIII wieku jest też używany jako herb guberni permskiej. 8 grudnia 1856 roku za panowania cesarza Aleksandra II Romanowa herb guberni zostaje zmodyfikowany. Całość wieńczy teraz Wielka Korona Imperialna Rosji, a tarczę okala złoty wieniec złożony z liści dębu, przeplatanych wstęgą Orderu św. Andrzeja Apostoła Pierwszego Powołania. W tej formie herb przetrwał aż do likwidacji guberni w 1919 roku, gdy jej centrum administracyjne przeniesiono z miasta Perm do Jekaterynburga.
W czasach sowieckich obwód permski (utworzony w 1938 roku) używał symboliki związanej z ideologią komunistyczną. Dopiero rozpad Związku Radzieckiego i przemiany jakie zaszły w Federacji Rosyjskiej umożliwiły powrót do dawnych tradycji heraldycznych. 28 grudnia 1995 roku władze obwodu przywróciły dawny herb. Jego tarczę okalał wieniec liści dębu ze wstęgą Orderu św. Andrzeja Apostoła Pierwszego Powołania. Otrzymał on numer 105 w Państwowym heraldycznym rejestrze Federacji Rosyjskiej. 22 sierpnia 1996 roku wprowadzono poprawki do ustawy, które usunęły z oficjalnego herbu wieniec ze wstęgą orderową, chociaż wersja ta jest nadal od czasu do czasu używana przez władze regionu. Po powstaniu w grudniu 2005 roku Kraju Permskiego nowy podmiot Federacji Rosyjskiej przejął herb dawnego obwodu permskiego. Użycie herbu reguluje specjalna ustawa. Na jej mocy herb krajowy musi być umieszczany na fasadach budynków związanych z władzą wykonawczą i prawodawczą regionu, a także znajdować się w biurach najwyższych urzędów oraz na salach posiedzeń. Herb umieszczany jest też na dyplomach, listach gratulacyjnych, pieczęciach i wszystkich ważnych dokumentach wytwarzanych przez administrację Kraju Permskiego.

## Herby związane z Krajem Permskim

Herb miasta Perm.
Herb guberni permskiej z czasów Imperium Rosyjskiego.
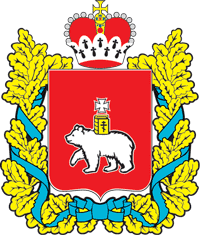
Herb obwodu permskiego z 1995 r. w formie z wieńcem i wstęgą.